# Носи, Леф
Леф Носи (8 апреля 1877, Эльбасан, — 15 февраля 1946, Тирана) — албанский политический и государственный деятель. В годы Второй мировой войны один из лидеров албанской националистической и антикоммунистической организации Балли Комбетар (Национальный фронт).

## Биография
Изучал фармакологию в Афинском университете. Не окончив учёбу, вернулся на родину, где стал активистом албанского национального движения. В 1909 году возглавил патриотический клуб «Влазня». Был в числе организаторов Национального конгресса в Эльбасане (октябрь 1909), который рассматривал вопросы албанского народного образования, где было принято решение о создании первой албанской школы, создание газет на родном языке.
С 1910 года вместе с Л. Гуракучи и Александром Хувани редактировал журнал Tomorri, сотрудничал с журналом Liria («Свобода»), издаваемым в Салониках. В 1911 году был арестован турецкими властями и некоторое время находился в тюрьме. После освобождения из тюрьмы выпустил учебник по албанскому языку.
Во время албанского восстания 1912 года Л. Носи был одним из двух делегатов, представлявших Эльбасана, отправленных в Косово, которые участвовали в переговорах между албанскими повстанцами и османским государством в отношении албанских социально-политических и культурных интересов.
В 1912 году подписал Декларацию независимости Албании в качестве делегата от Эльбасана.
В первом албанском правительстве, созданном в 1912 году, Л. Носи занял пост министра почты и телеграфа. В проитальянском правительстве, которое было сформировано в 1918 году, был назначен министром экономики и продовольствия.
Занимал пост председателя городского совета Эльбасана (до декабря 1924). После свержения правительства Фана Ноли отошёл от активной политической деятельности, сосредоточившись на научной работе. Занимался антропологическими исследования среди албанских горцев.
В 1939 году после итальянского вторжения в Албанию поддержал оккупацию. В сентябре 1943 года был избран председателем Национального собрания Албании. В том же году стал членом Регентского совета, в структуре албанской власти, созданной в отсутствие монарха и действовавшей под контролем оккупационных сил в Албании.
3 декабря 1945 года был арестован коммунистическими властями и приговорён военным судом 14 января 1946 года к смертной казни за сотрудничество с оккупационными властями вместе с другими участниками Регентского совета Маликом Бушати и Антоном Харапи. Генеральный прокурор приказал приговор привести в исполнение и конфисковать всё имущество осуждённых. Л. Носи был расстрелян 15 февраля 1946 года около стен городского кладбища в Тиране и похоронен в неизвестной могиле.